# 静岡県立農林環境専門職大学
静岡県立農林環境専門職大学（しずおかけんりつ のうりんかんきょうせんもんしょくだいがく、英語: Shizuoka Professional University of Agriculture）は、静岡県磐田市に本部を置く公立の専門職大学である。愛称は「アグリフォーレ」。

## 概観

### 大学全体
静岡県立農林大学校を前身とし、静岡県により2020年4月に新設された公立専門職大学である。静岡県磐田市に本部を設置しており、県内各地に機械研修場、牧場、演習林などを設置している。農林業の現場で必要となる知識や技術を教授し、農山村の景観、環境、文化を理解し地域社会を担う人材を養成することで、静岡県の農林業や農山村地域の発展に資することを目指している。
一般の４年制大学の学士に相当する学位である「農林業学士（専門職）」が授与される。なお、前身である静岡県立農林大学校においては、2005年より養成部門を修了した者に対して専門士の称号が与えられていた。
なお、類似する名称の大学として、同じく静岡県により設置されていた静岡県立静岡農科大学が存在した。こちらは通常の大学であり、静岡県から国に移管され、のちに静岡大学農学部の礎となっており、静岡県立農林環境専門職大学とは無関係である。

### 建学の精神（校訓・理念・学是）
静岡県立農林環境専門職大学は、その理念として「耕土耕心」を掲げている。これは、前身となった静岡県立農林大学校の校訓と全く同一である。
大学の愛称を「アグリフォーレ（Agrifore）」としている。これは「agriculture」と「forestry」や「forest」を組み合わせた造語である。

### 教育および研究
静岡県立農林環境専門職大学は、日本で史上初めての農林業分野の専門職大学として発足した。生産環境経営学部においては、農林業の基礎的な知識、技術を幅広く身に付けることを目指しており、経営管理、生産理論・技術、一般教養・コミュニケーションスキル、農林業基礎に加え、農山村の伝統・文化および地域社会について学ぶ。設置初年度は27名が入学した。

## 沿革

### 略歴

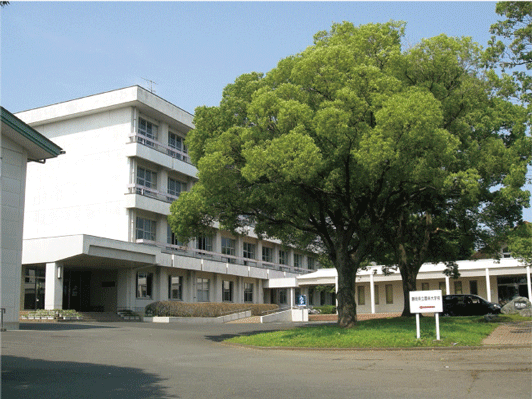
静岡県立農林大学校時代の校舎

1900年（明治33年）、農事試験場見習生規則に基づき、農事試験場の種芸部、園芸部、蚕業部、分析部、病虫部において農業実務者の養成が始まった。これが静岡県立農林環境専門職大学の源流とされる。太平洋戦争終結後の1949年（昭和24年）になると、農業改良助長法に基づき静岡県立農業講習所が創設され、農業改良普及員の養成が始まった。1970年（昭和45年）、静岡県立農業講習所に併設される形で静岡県立農業中央専門研修所が発足した。また、同年には静岡県立林業講習所も新設された。翌年、静岡県立農業中央専門研修所と静岡県立農業講習所が統合され、静岡県立農業中央専門研修所に一本化された。さらに、1974年（昭和49年）には、各農事試験場のそれぞれの養成機関と静岡県立農業中央専門研修所が統合され、静岡県立農業短期大学校と静岡県立林業短期大学校の2校に再編された。1980年（昭和55年）になると、静岡県立農業短期大学校と静岡県立林業短期大学校は統合され、静岡県立農林短期大学校となった。1999年（平成11年）、静岡県立農林短期大学校は静岡県立農林大学校に改組され、養成部（5学科各2年制）、研究部（2年制）、および、研修部を設置した。なお、2005年（平成17年）に養成部門が学校教育法の専修学校専門課程として認められたため、養成部門の修了生に専門士の称号が授与されるようになった。2020年（令和2年）、静岡県立農林環境専門職大学が発足した。それに伴い、静岡県立農林大学校の養成部は2020年（令和2年）4月より学生募集を停止し、研究部は2021年（令和3年）4月より学生募集を停止する。静岡県立農林大学校の在校生が全て卒業する2022年（令和4年）3月までの間は、静岡県立農林環境専門職大学と並行して存続する。

### 年表
- 2020年 - 設立（生産環境経営学部生産環境経営学科、短期大学部生産科学科）[1]。

## 基礎データ

### 所在地
- 本部（静岡県磐田市）[2]
- 実習圃場（静岡県磐田市）[4]
- 機械研修場（静岡県掛川市）[4]

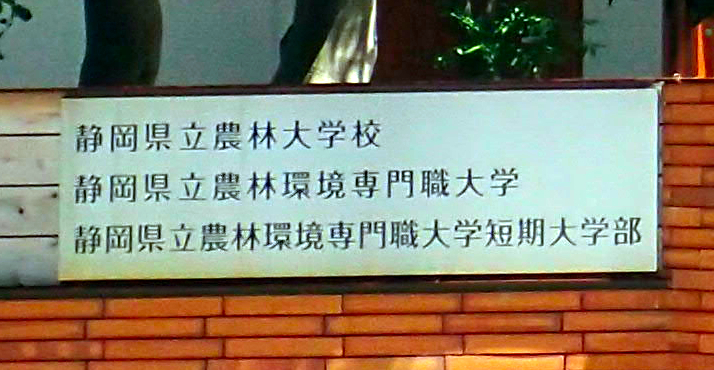
静岡県立農林大学校の銘板。2020年4月から2022年3月まではキャンパスを静岡県立農林環境専門職大学と共用するため、校名が併記されている

- 実習協力牧場および宿泊施設（静岡県富士宮市）[4]
- 実習協力牧場（静岡県菊川市）[4]
- 演習林（静岡県浜松市）[4]

### 象徴
校章は、一枚の葉が中心となり光を放出している状態を図案化したものである。

## 教育および研究

### 組織

#### 学部
- 生産環境経営学部[5]
  - 生産環境経営学科[5]
    - 栽培コース[15]
    - 林業コース[15]
    - 畜産コース[15]

#### 短期大学部
- 短期大学部
  - 生産科学科[16]
    - 栽培コース[17]
    - 林業コース[17]
    - 畜産コース[17]

## 大学関係者と組織

### 大学関係者一覧
- 静岡県立農林環境専門職大学の人物一覧

## 施設

### キャンパス
- 交通アクセス：
JR東海道本線磐田駅下車[18]
遠鉄バス磐田天竜線図書館前停留所下車[18]
- 生産環境経営学部、短期大学部生産科学科に加えて、2022年（令和4年）3月までは静岡県立農林大学校も同じ敷地内に並存する。

### 寮
生産環境経営学部の1年生と短期大学部の1年生は、原則として全員がキャンパス内に設置された学生寮で共同生活を送る。２年生以後も、部屋に空きがあれば、事情に応じて居住は可能である。なお、本校舎がある敷地と公道を挟んだ場所（公道上には歩道用の橋が架かる）に新設された新しい学生寮（男女）が、2022年度（令和4年度）から供用されている。また、別棟の旧・女子寮もリフォームされて共用されている。寮生は、新設されたC棟にある食堂で食事（朝、昼、夜）をとることができる（平日のみ）。寮費は、年額で204,000円（令和６年度）である。

## 公式サイト
- 【公式】静岡県立 農林環境専門職大学 農林環境専門職大学短期大学部 - 公式ウェブサイト
- 静岡県立農林環境専門職大学＆農林大学校 (@noudai_shizuoka) - Instagram
- 静岡県立農林環境専門職大学・短期大学部【アグリフォーレ】＆静岡県立農林大学校 (@spua_shizuoka) - X（旧Twitter）